# Чернігово-Токмачанськ
Черні́гово-Токмача́нськ —  село в Україні, у Чернігівській селищній громаді Бердянського району Запорізької області. Населення становить 104 осіб (1 січня 2015). До 2016 орган місцевого самоврядування — Чернігівська селищна рада.
Село тимчасово окуповане російськими військами 24 лютого 2022 року.

## Географія
Село Чернігово-Токмачанськ знаходиться біля витоків річки Бегим-Чокрак, нижче за течією на відстані 9 км розташоване село Степове. Річка в цьому місці пересихає, на ній зроблена загата.

## Історія
1825 — дата заснування.
7 (20) листопада 1917 року, відповідно до Третього Універсалу Української Центральної Ради, увійшло до складу Української Народної Республіки.
12 червня 2020 року, відповідно до розпорядження Кабінету Міністрів України № 713-р «Про визначення адміністративних центрів та затвердження територій територіальних громад Запорізької області», село увійшло до складу Чернігівської селищної громади.
19 липня 2020 року, в результаті адміністративно-територіальної реформи та ліквідації Чернігівського району, село увійшло до складу Бердянського району.

## Населення

### Чисельність
| 2001 |
| ---- |
| 150  |

### Мова
| українська мова | російська |
| --------------- | --------- |
| 98.00%          | 2.00%     |